# Ocell ombrel·la encorbatat
L'ocell ombrel·la encorbatat (Cephalopterus penduliger) és una espècie d'ocell d'Amèrica del sud de curiós aspecte, com totes les del gènere Cephalopterus. Només se'l troba en zones molles premuntanes i en la selva nebulosa dels vessants del Pacífic del sud-oest muntanyencs de Colòmbia i l'Equador però ocasionalment es troben a altituds més baixes.

## Descripció
El mascle fa 40-42 cm d'alçada i la femella és una mica més petita amb 35-37 cm. Tots dos sexes tenen la cua curta i llueixen una cresta erèctil al cap, la dels mascles és una mica més llarga, amb 20–30 cm. El mascle es distingeix per un gran plomall a la gola que recorda una corbata, mentre que les femelles i els juvenils no en tenen o són molt més petites. La longitud de la cresta es pot controlar i es pot retreure en vol. El mascle generalment té unes tiges de color negre a les plomes.

## Distribució i hàbitat
L'espècie mostra un alt nivell d'endemisme i es troba des de la part sud-oest de Colòmbia fins a la província d'El Oro a l'Equador, a la bioregió de Tumbes-Chocó-Magdalena. Habita als boscos humits de muntanya a 1.500-1.800 m sobre el nivell del mar a les carenes i els costats de la serralada dels Andes. Se sospita que duu a terme migracions altitudinals dins del seu rang però recents descobriments de poblacions en bosc al peu de muntanya i a muntanyes baixes a l'oest dels Andes (a Platja d'Or, província d'Esmeraldas) suggereixen que aquesta espècie seria principalment sedentària (Jahn et al. 1999, Snow 2004).

## Ecologia

### Alimentació
L'espècie és majoritàriament frugívora i s'alimenta de fruits grossos. Es prefereixen els fruits de les Arecàcies, Lauràcies i Mirtàcies. També s'alimenten d'invertebrats i petits vertebrats. Els juvenils són alimentats amb petits vertebrats (sargantanes del gènere Anolis, granotes, petites serps), invertebrats grossos (papallones, erugues, insectes pal, cigales, llagostes, aranyes) i potser fruits (Karubian et al. 2003, David Snow 2004). La majoria de fruits els agafen des de les branques, però els de palmeres espinoses (Bactris) ho fan en vols suspesos (Snow 2004).

### Reproducció
L'ocell ombrel·la encorbatat es dedica a l'aparellament anomenat “lek”(suec). Per a l'exhibició, els mascles es reuneixen en una zona molt delimitada (“leks”) que és visitada per les femelles solitàries. Les femelles no seleccionen un mascle amb trets secundaris destacats com ara l'agressivitat i el comportament territorial. Els nius es construeixen en arbres o falgueres i s'han registrat a altures de 4,5 a 5,0 m sobre el sòl.
La mida de la niuada del gènere Cephalopterus generalment és petita; només ponen un ou per intent de nidificació. La incubació dura 27 o 28 dies. Només la femella coba i cuida la cria. Proporciona menjar per a la cria de mitjana una vegada per hora que inclou invertebrats, vertebrats i material regurgitat.

### Conservació
L'espècie està classificada com a vulnerable per la UICN. L'any 2012 es va estimar una població total d'entre 6.000 i 15.000 individus madurs. L'hàbit de formar “leks” estables i força sorollosos els torna particularment vulnerables a la cacera per a aliment. Addicionalment, la fragmentació de l'hàbitat per extracció de fusta i expansió de la frontera agrícola i ramadera han reduït dràsticament àrees de bosc amb les condicions apropiades per establir els “leks” (Jahn i Mena-Valenzuela 2002)
L'ocell ombrel·la encorbatat és present en diverses àrees protegides. La consolidació de les reserves disperses existents, així com la nominació de diverses àrees protegides existents com a reserves de la biosfera, podria ser molt beneficiosa per a l'espècie. La cura de la composició forestal i la reforestació s'han assenyalat com a enfocaments importants.

## Etimologia
Cephalopterus prové del grec antic «κεφαλη / kephalē» que significa “cap” i «pteros» “ploma” per l'impressionant ornamentata que té al cap. L'epítet penduliger prové del llatí «pendulus» “pèndul, pendant, penjant” i el sufix «-ger» “portant” de «gerere» “portar”.